# Osvaldo Díaz
Osvaldo Javier Díaz Giménez (San Lorenzo, 22 dicembre 1981) è un ex calciatore paraguaiano, di ruolo centrocampista.

## Carriera

### Club
Ha giocato nella prima divisione paraguaiana.

### Nazionale
Ha partecipato ai Mondiali Under-20 del 2001 ed ai Giochi Olimpici del 2004, nei quali ha anche vinto una medaglia d'argento. Nel medesimo anno ha anche giocato la sua unica partita in carriera in nazionale maggiore.

## Palmarès

### Nazionale
- Argento olimpico: 1

Atene 2004